# طبول النار
طبول النار (بالإنجليزية: Drums of Fire)‏ أو معركة الملوك الثلاثة (بالإنجليزية: The Battle of the Three Kings)‏ هو فيلم دراما تاريخية ومغامرة بإنتاج مشترك (سوفيتي، إيطالي، إسباني، مغربي) سنة 1990. من إخراج سهيل بن بركة وأوشكون نزاروف.
يُسلط الضوء على السياق الجيوسياسي والجيوستراتيجي الدولي والمحلي لمعركة وادي المخازن وعلى مجرياتها وانعكاساتها على المغرب والبرتغال وعلى العالم.

## القصة
يتناول الفيلم قصة الأمير عبد الملك الأول السعدي الذي طرده من بلاده أشقاؤه، فقضى عشرين عاما من حياته فوق البحار، من مغامرة إلى أخرى، بدءا بالساحل الإسباني وسجنه في تونس، وصولا إلى عودته إلى بلاده المغرب.

## الممثلون
- ماسيمو جيني في دور عبد الملك الأول السعدي
- أنجيلا مولينا في دور صوفي
- ف. موراي أبراهام في دور Osrain
- أوغو توجناتزي في دور Carlo di Palma
- فرناندو ري في دور بولس الخامس
- كلاوديا كاردينالي في دور Roxelane
- إيرين باباس في دور Lalla Sahaba
- هارفي كيتل في دور Sandobal
- سعاد حميدو في دور مريم
- أوليجار فيدورو في دور Father Tebaldo
- جواكين هينوجوسا 	في دور Akalay
- سيرغي بوندارتشوك في دور Selim

## روابط خارجية
- طبول النار على موقع IMDb (الإنجليزية)
- طبول النار على موقع قاعدة بيانات الأفلام العربية
- طبول النار على موقع ألو سيني (الفرنسية)
- طبول النار على موقع Turner Classic Movies (الإنجليزية)
- طبول النار على موقع أول موفي (الإنجليزية)
- طبول النار على موقع فيلمافينيتي (الإسبانية)
- طبول النار على موقع قاعدة بيانات الفيلم (الإنجليزية)
- طبول النار على موقع ليتربوكسد (الإنجليزية)
- طبول النار على موقع كينوبويسك (الروسية)